# Протесты после выборов в Государственную думу (2021)
Протесты после выборов в Государственную думу (или же протесты «За честные выборы») — акции протеста в России, прошедшие в сентябре—октябре 2021 года из-за предполагаемых широкомасштабных фальсификаций выборов в Государственную думу.

## Хронология
Ночью 20 сентября, на следующий день после окончания выборов в Государственную думу, глава Московского городского комитета КПРФ Валерий Рашкин организовал акцию протеста против фальсификаций в формате встречи с депутатом, в акции приняли участие 200 человек, включая проигравших оппозиционных кандидатов Михаила Лобанова, Дениса Парфёнова, Сергея Обухова, Михаила Таранцова и Марину Литвинович (последняя также выступила с лозунгами в поддержку находящегося в заключении Алексея Навального). Валерий Рашкин пообещал, что уличные акции будут проходить каждую неделю до тех пор, пока результаты дистанционного электронного голосования не будут отменены. Акция завершилась пением «Интернационала» членами Революционной рабочей партии, в последующие дни начались задержания её участников сотрудниками МВД.
23 сентября было объявлено о создании коалиционного межпартийного комитета «За отмену ДЭГ», в который вошли оппозиционные кандидаты, шедшие на выборы по округам в Москве.
25 сентября протесты продолжились в Москве, Саратове, Екатеринбурге, Уфе, Волгограде и других городах страны. 24 сентября, перед акцией полиция оцепила здание Московского горкома КПРФ и задержала ряд коммунистов, в том числе координатора «Левого фронта» Сергея Удальцова. Полиция применила против протестующих агитмашины, пытаясь заглушить выступления ораторов громкой музыкой.
Лидер КПРФ Геннадий Зюганов на митинг не пришёл, так как в это время встречался с президентом России Владимиром Путиным. Источники «Медузы» в Администрации президента и КПРФ утверждают, что он поставил вопрос об отмене результатов дистанционного электронного голосования в Москве перед Антоном Вайно, Сергеем Кириенко и Сергеем Собяниным, но те дали понять, что никто этого делать не будет, после чего Зюганов попытался добиться более выгодного для КПРФ распределения руководящих постов в новом созыве Думы, что у него также не получилось — КПРФ получила 5 комитетов, ровно столько же, сколько у неё было в предыдущем созыве парламента.
29 сентября в знак протеста против результатов ДЭГ и репрессий в отношении участников митингов, депутаты Мосгордумы от КПРФ приняли решение бойкотировать заседание. 1 октября глава фракции КПРФ в Мосгордуме, Николай Зубрилин, был задержан, после задержания к нему не допускались адвокаты и не оказывалась медицинская помощь. Позднее он был оштрафован на 20 тысяч рублей. В тот же день был задержан и арестован на 10 суток преподаватель Московской высшей школы социальных и экономических наук политолог Борис Кагарлицкий.
29 сентября «Комитет за отмену ДЭГ» анонсировал проведение в Москве 2 октября очередной акции протеста, но уже на следующий день о её отмене в своем Telegram-канале сообщил завотделом протестной работы МГК КПРФ Павел Иванов. Секретарь МГК КПРФ, депутат Мосгордумы Павел Тарасов объяснил это массовыми задержаниями активистов, участвовавших в предыдущих акциях, а также подготовкой к памятным мероприятиям, связанным с годовщиной событий 1993 года. В партии уверяют, что отменена только ближайшая акция, а от протестных действий в целом КПРФ отказываться не намерена. Тем не менее, 2 октября на Пушкинской площади прошли одиночные пикеты, в результате которых, согласно данным «ОВД-Инфо», были задержаны 9 человек.
4 октября Геннадий Зюганов обратился к Владимиру Путину с открытым письмом, в котором призвал президента остановить силовое преследование активистов компартии, наказать превысивших свои полномочия представителей силовых структур и подверг критике ДЭГ.
Массовые задержания участников протестных акций привели к значительному снижению их интенсивности, с середины октября митинги в формате встреч с депутатами продолжались только в Москве и Саратове.
22 октября Пресненский суд отклонил иски кандидатов в депутаты от КПРФ об отмене результатов дистанционного электронного голосования в Москве. Несмотря на это, секретарь ЦК КПРФ Сергей Обухов заявил в интервью «Свободной прессе», что партия продолжит борьбу за отмену практики ДЭГ.
В конце октября против основного организатора протестных акций, Валерия Рашкина, началось так называемое «дело о незаконной охоте на лося», в результате которого он был лишён депутатской неприкосновенности, а после — подвергнут судебному преследованию. После этого протесты окончательно сошли на нет.
8 ноября Пресненский суд вынес окончательное решение об отсутствии в ходе дистанционного электронного голосования «бесспорных» нарушений, которые могли бы стать основанием для отмены его итогов.

## Реакция
Соратник оппозиционера Алексея Навального Леонид Волков заявил, что благодаря протестам КПРФ вернула статус оппозиционной партии.
Лидер ЛДПР Владимир Жириновский на встрече с президентом России Путиным осудил протесты, назвав их «бунтом».

## Последствия
Десятки протестующих были привлечены к административной ответственности или подвергались аресту.
28 сентября полиция пришла к юристам КПРФ, когда те формировали иски с обжалованием результатов ДЭГ, и попытались воспрепятствовать им, блокировав здание МГК КПРФ, где они работали. В Кремле заявили, что не осведомлены об этом.
Также полиция заблокировала приёмную депутата Госдумы от КПРФ, первого вице-спикера парламента Ивана Мельникова, лидер КПРФ назвал эти действия уголовным преступлением и сказал, что подал обращение к главе МВД Колокольцеву.
29 сентября юристы КПРФ смогли выбраться из осаждённого здания Московского горкома и подали более 30 исков против результатов ДЭГ.
В тот же день МВД России сообщило о задержании членов КПРФ, причастных к организации митингов.
Суды первой инстанции отказали в удовлетворении исковых требований кандидатов от КПРФ об отмене результатов ДЭГ, активная фаза протестов завершилась.
КПРФ столкнулась с серьёзным давлением силовых структур и информационной атакой провластных СМИ, курируемой Администрацией президента. По словам собеседника «Медузы», близкого к руководству «Единой России», пока «коммунистам предлагается деятельно раскаяться», а в последующем — возможна замена руководства партии на более лояльное Кремлю. Секретарь ЦК КПРФ Сергей Обухов признал, что по итогам 2021 года оппозиция проиграла столкновение с властью, что обернулось фактической «зачисткой» несистемной её части.